# 4 декабря
4 декабря — 338-й день года (339-й в високосные годы) по григорианскому календарю.
До конца года остаётся 27 дней.
До 15 октября 1582 года — 4 декабря по юлианскому календарю, с 15 октября 1582 года — 4 декабря по григорианскому календарю.
В XX и XXI веках соответствует 21 ноября по юлианскому календарю.

## Праздники и памятные дни

### Национальные
- Мексика — День ремесленников.
- Россия — День российской информатики.
- Тонга — День провозглашения государства.

### Религиозные
Католицизм
- Анно II;
- Осмунд Солсберийский.

 Православие
- Введение во храм Пресвятой Богородицы.

### Именины
- Мария.

## События

### До XX века
- 771 — Карл Великий стал единовластным правителем Франкского королевства.
- 1154 — английский кардинал Николас Брейкспир избран папой римским Адрианом IV.
- 1639[3] — Джереми Хоррокс впервые наблюдал прохождение Венеры по Солнечному диску.
- 1674 — французские иезуиты основали Чикаго.
- 1851 — после государственного переворота, произошедшего 2 декабря, в этот день на улицах Парижа случилась страшная бойня. Множество людей, частью не принимавших никакого участия в протесте против переворота, были убиты или схвачены и расстреляны.
- 1864 — началось Иканское сражение, в котором русская казачья сотня есаула Серова в одиночку противостояла 10-тысячной кокандской армии Алимкула[4].
- 1870 — закончилась битва при Вилье, которая началась 29 ноября, и войска противоборствующих сторон отошли на прежние позиции.

### XX век
- 1912 — Болгария, Греция, Сербия и Черногория подписали перемирие с Турцией, прервав тем самым продолжавшуюся 2 месяца Первую балканскую войну[5].
- 1931 — Политбюро ЦК ВКП(б) принимает постановление о наказании должностных лиц Амторга, «растративших 25 тыс. долларов в пользу дезертировавшего из СССР Сергея Эйзенштейна». Речь шла о финансировании фильма о мексиканской революции, который Эйзенштейн собирался снимать в Мексике.
- 1932 — в СССР принимается декрет, запрещающий выдачу продовольственных карточек тунеядцам и паразитам.
- 1937 — на пленуме ЦК ВКП(б) глава НКВД Н. И. Ежов обвиняет Н. И. Бухарина и А. И. Рыкова в причастности к антисоветской организации.
- 1939 — советское правительство отвергает предложение Финляндии начать мирные переговоры.
- 1946 — в Москве, на «Заводе малолитражных автомобилей», выпущен первый легковой автомобиль — «Москвич-400».
- 1948 — Государственный комитет Совета министров СССР по внедрению передовой техники в народное хозяйство зарегистрировал за номером 10475 изобретение И. С. Бруком и Б. И. Рамеевым цифровой электронной вычислительной машины.
- 1954 — ООН приняла решение о создании Международного агентства по атомной энергии (МАГАТЭ). Устав организации был утверждён на учредительной конференции в Нью-Йорке 26 октября 1956 года и вступил в силу 29 июля 1957 года.
- 1971 — во время концерта Фрэнка Заппы сожжено казино в Монтрё; это событие увековечено в песне группы «Deep Purple» «Smoke on the Water» (Дым над водой).
- 1974 — катастрофа DC-8 в Маскелии (Шри-Ланка), погиб 191 человек.
- 1976 — Элизабет Тейлор в седьмой раз вышла замуж.
- 1979 — открыта станция Киевского метрополитена Пионерская (ныне Лесная).
- 1980 — группа «Led Zeppelin» объявила о своём распаде.
- 1981 — создано Разведывательное сообщество США.
- 1987 — Совет Министров СССР принимает постановление об ограничении прописки крымских татар в некоторых населённых пунктах Крыма и Краснодарского края.
- 1998 — стартовал космический челнок «Endeavour» (полёт STS-88) со вторым модулем Международной космической станции Unity (Единство) на борту.

### XXI век
- 2005 — обрушение бассейна «Дельфин» в городе Чусовой. Погибли 14 человек, из них 10 — дети.
- 2010 — аварийная посадка Ту-154 в Москве.

## Родились

### До XIX века
- 34 — Авл Персий Флакк (ум. 62), римский поэт-сатирик.
- 1595 — Жан Шаплен (ум. 1674), французский писатель, теоретик литературы, один из организаторов и первых членов Французской академии.
- 1747 — Александр Баранов (ум. 1819), первый Главный правитель русских поселений в Северной Америке (в 1790—1818).
- 1750 — Анри Грегуар (ум. 1831), епископ, деятель Великой французской революции, противник рабства чернокожих.
- 1751 — Джованни Пиндемонте (ум. 1812), итальянский поэт и драматург.
- 1795 — Томас Карлейль (ум. 1881), британский писатель, публицист, историк и философ.

### XIX век
- 1821 — Эрнст Темпель (ум. 1889), немецкий астроном и художник-график.
- 1824 — Николай Шелгунов (ум. 1891), русский учёный-лесовод, публицист, литературный критик и политический деятель.
- 1825 — Алексей Плещеев (ум. 1893), русский писатель, переводчик, критик, участник кружка Петрашевского.
- 1835 — Сэмюэл Батлер (ум. 1902), писатель, переводчик и художник, классик английской литературы.
- 1854 — Васо Абашидзе (ум. 1926), грузинский актёр театра и кино, театральный режиссёр.
- 1875 — Райнер Мария Рильке (ум. 1926), австрийский поэт-экзистенциалист.
- 1882
  - Софья Дзержинская (ум. 1968), польская и российская революционерка, жена Ф. Э. Дзержинского.
  - Яков Перельман (ум. 1942), российский и советский учёный, журналист, популяризатор точных наук, один из основоположников жанра научно-популярной литературы.
- 1883 — Феличе Казорати (ум. 1963), итальянский художник-антифашист.
- 1884 — Катарина Сусанна Причард (ум. 1969), австралийская писательница-коммунистка.
- 1892 — Франсиско Франко (ум. 1975), диктатор и правитель Испании (1939—1975), генералиссимус.
- 1893 — Август Цесарец (расстрелян в 1941), хорватский коммунистический писатель и публицист.
- 1896 — Николай Тихонов (ум. 1979), русский советский поэт, прозаик, публицист, общественный деятель.

### XX век
- 1901 — Николай Симонов (ум. 1973), актёр театра и кино, народный артист СССР.
- 1903 — Лазарь Лагин (настоящая фамилия Гинзбург; ум. 1979), советский писатель, автор сказки «Старик Хоттабыч».
- 1908 — Алфред Херши (ум. 1997), американский бактериолог и генетик, лауреат Нобелевской премии (1969).
- 1913 — Роберт Адлер (ум. 2007), австрийско-американский изобретатель.
- 1921 — Дина Дурбин (наст. имя Эдна Мэй Дурбин; ум. 2013), канадская певица и киноактриса, обладательница «Оскара».
- 1922 — Жерар Филип (ум. 1959), французский актёр театра и кино, лауреат премии «Сезар».
- 1927 — Гаэ Ауленти (ум. 2012), итальянский архитектор, дизайнер.
- 1930 — Роман Леденёв (ум. 2019), советский и российский композитор и педагог, народный артист РФ.
- 1931 — Алекс Дельвеккьо (ум. 2025), канадский хоккеист, трёхкратный обладатель Кубка Стэнли.
- 1932 — Ро Дэ У (ум. 2021), генерал, бывший президент Южной Кореи (1988—1993).
- 1933 — Хорст Бухгольц (ум. 2003), немецкий актёр театра и кино.
- 1934 — Владимир Боганов, советский и российский журналист, писатель, композитор, автор песен.
- 1938 — Ричард Мид (ум. 2015), британский конник, трёхкратный олимпийский чемпион в троеборье (1968, 1972).
- 1939 — Алексей Бартошевич, советский и российский театровед, историк театра.
- 1949 — Джефф Бриджес, американский актёр, лауреат премий «Оскар» и «Золотой глобус».
- 1950 — Владимир Буре (ум. 2024), советский пловец, многократный призёр Олимпийских игр, чемпионатов мира и Европы, хоккейный тренер; заслуженный мастер спорта СССР (1972), заслуженный тренер России (2003). Отец Павла и Валерия Буре.
- 1952 — Симон Осиашвили, российский поэт-песенник, певец и гитарист.
- 1953 — Сергей Ястржембский, российский государственный деятель.
- 1954 — Григорий Гладий, советский и канадский актёр и режиссёр театра и кино.
- 1957 — Николай Коляда, советский и российский театральный режиссёр, актёр, драматург, сценарист, писатель.
- 1963 — Сергей Бубка, советский и украинский спортсмен, 35-кратный рекордсмен мира в прыжках с шестом, олимпийский чемпион (1988), 10-кратный чемпион мира.
- 1964
  - Евгений Куликов, российский певец, композитор и поэт, лидер группы «Куликово поле».
  - Мариса Томей, американская актриса театра, кино и телевидения, обладательница премии «Оскар».
- 1965 — Ульф Кирстен, немецкий футболист и футбольный тренер.
- 1966 — Владимир Алекно, советский и российский волейболист, тренер.
- 1969 — Джей Зи (наст. имя Шон Кори Картер), американский рэпер, автор песен, музыкальный продюсер.
- 1973 — Тайра Бэнкс, американская супермодель, актриса, певица и телеведущая.
- 1977 — Любовь Соколова, российская волейболистка, двукратная чемпионка мира (2006 и 2010).
- 1991 — Макс Холлоуэй, американский боец смешанных боевых искусств.
- 1992 — Ким Сокчин, южнокорейский певец и автор песен, участник бойс-бенд-группы BTS.
- 1995 — Дина Эшер-Смит, британская бегунья-спринтер, чемпионка мира, призёр Олимпийских игр.
- 1996 — Диогу Жота (погиб 2025), португальский футболист.

### XXI век
- 2002 — Ахмед Хафнауи, тунисский пловец, олимпийский чемпион (2020).
- 2007 — Скарлетт Эстевес, американская актриса.

## Скончались

### До XIX века
- 1131 — Омар Хайям (р. 1048), персидский поэт, математик, философ.
- 1334 — Иоанн XXII (в миру Жак д’Юэз; р. 1244 или 1249), 196-й папа римский (1316—1334).
- 1574 — Георг Иоахим фон Ретик (р. 1514), немецкий математик и астроном, единственный ученик Николая Коперника и пропагандист его научного наследия.
- 1642 — Арман Жан дю Плесси, герцог де Ришельё (р. 1585), французский аристократ и государственный деятель, по прозвищу «Красный кардинал».
- 1679 — Томас Гоббс (р. 1588), английский философ-материалист и математик.
- 1680 — Томас Бартолин (р. 1616), датский анатом, открывший лимфатическую систему человека.
- 1732 — Джон Гей (р. 1685), английский поэт и драматург.
- 1773 — Антон Лосенко (р. 1737), русский художник.
- 1798 — Луиджи Гальвани (р. 1737), итальянский физик и физиолог, один из основоположников учения об электричестве.

### XIX век
- 1844 — князь Александр Голицын (р. 1773), министр народного просвещения Российской империи (1816—1824).
- 1850 — Уильям Стёрджен (р. 1783), английский физик, электротехник, изобретатель электродвигателя.
- 1854 — Степан Галактионов (р. 1779), русский график, литограф, пейзажный живописец.
- 1860 — князь Сергей Трубецкой (р. 1790), русский офицер, декабрист.
- 1887 — Арнольд Думашевский (р. 1837), российский юрист-цивилист, писатель, издатель, благотворитель.
- 1893 — Джон Тиндаль (р. 1820), английский физик.
- 1900
  - Вильгельм Лейбль (р. 1844), немецкий живописец-реалист.
  - Александр Шеллер (р. 1838), русский писатель.

### XX век
- 1902
  - Чарльз Генри Доу (р. 1851), американский журналист, сооснователь «Dow Jones & Co», создатель Промышленного индекса Доу Джонса.
  - Фёдор Стравинский (р. 1843), русский оперный певец (бас), отец композитора Игоря Стравинского.
- 1932 — Густав Майринк (р. 1868), австрийский писатель, драматург, переводчик.
- 1933 — Штефан Георге (р. 1868), немецкий поэт-символист, переводчик.
- 1935 — Шарль Рише (р. 1850), французский иммунолог и физиолог, лауреат Нобелевской премии (1913).
- 1937 — Василий Кедровский (р. 1865), советский и российский бактериолог, патологоанатом, лепролог.
- 1945 
  - Рихард Вейс (р. 1879), венгерский борец греко-римского стиля, олимпийский чемпион (1908).
  - Томас Хант Морган (р. 1866), американский биолог, генетик, президент Академии наук США, лауреат Нобелевской премии (1933).
- 1948 — Амос Каш (р. 1868), российский спортсмен, серебряный призёр Олимпиады 1912 г. по стрельбе из пистолета.
- 1953 — Николай Озеров (р. 1887), певец, профессор Московской консерватории, народный артист РСФСР.
- 1964 — Михаил Трояновский (р. 1889), актёр театра и кино, заслуженный артист РСФСР.
- 1972 — Николай Аладов (р. 1890), белорусский советский композитор, педагог, народный артист БССР.
- 1975 — Ханна Арендт (р. 1906), немецко-американский философ, политолог и историк, основоположник теории тоталитаризма.
- 1976
  - Томми Болин (р. 1951), американский гитарист, сменивший в «Deep Purple» Ричи Блэкмора.
  - Бенджамин Бриттен (р. 1913), английский композитор, дирижёр и пианист.
- 1980 — погибла Станислава Валасевич (р. 1911), польская бегунья, олимпийская чемпионка, участница гендерного скандала.
- 1984
  - Дмитрий Алексидзе (р. 1910), грузинский театральный режиссёр, педагог, народный артист СССР.
  - Джон Рок (р. 1890), американский врач, пионер искусственного оплодотворения, апологет контрацепции.
- 1987 — Рубен Мамулян (р. 1897), американский кинорежиссёр армянского происхождения.
- 1988 — Владимир Полянов (р. 1899), болгарский писатель, режиссёр, театральный деятель.
- 1993 — Фрэнк Заппа (р. 1940), американский композитор, певец, гитарист, кинорежиссёр и сатирик.

### XXI век
- 2004 — Владислав Старков (р. 1940), советский и российский журналист и медиамагнат, главный редактор газеты «Аргументы и факты».
- 2005 — Грегг Хоффман (р. 1963), американский кинопродюсер.
- 2007 — Зара Долуханова (р. 1918), советская, российская и армянская певица, народная артистка СССР.
- 2008 — Олег Кутафин (р. 1937), советский и российский учёный-правовед, академик РАН.
- 2009 — Вячеслав Тихонов (р. 1928), российский актёр, народный артист СССР.
- 2011
  - Сократес (р. 1954), бразильский футболист, капитан сборной Бразилии.
  - Адам Ханушкевич (р. 1924), польский актёр и театральный режиссёр.
- 2012 — Василий Белов (р. 1932), русский советский писатель, поэт и сценарист.
- 2016 — Гуго Манизер (р. 1927), художник, искусствовед, заслуженный деятель искусств РСФСР, профессор.
- 2020 — Нариндер Сингх Капани (р. 1926), американский физик, один из основоположников волоконной оптики.

## Приметы
«Введенье, Ворота зимы». Народ приметил, что в это время бывают морозы:
- «Введение накладывает на воду ледение»,
- «На Введение — толстое леденье»,
- «Введение пришло — зиму привело»,
- «Введенские морозы зиму на ум наставляют»,
- «Введенские морозы рукавицы на мужика надели, стужу установили, зиму на ум наставили».

Но когда на Введение оттепель, то говорили:
- «Введение ломает леденье»,
- «Если со Введения ляжет глубокая зима — готовь глубокие закрома: будет богатый урожай хлебов»,
- «Во Введение мороз — все праздники морозны, тепло — все праздники теплы».

На Введение делались пробные выезды на санях, право начинать эти гулянья отводилось молодожёнам. Обряд назывался «казать молодую». В этот день открывались Введенские ярмарки, торги.